# Eusebio Sacristán
Eusebio Sacristán Mena (La Seca, 13 aprile 1964) è un allenatore di calcio ed ex calciatore spagnolo, di ruolo centrocampista.
Con 543 partite disputate nella Primera División del campionato spagnolo è il quarto giocatore con più presenze nel torneo dopo Andoni Zubizarreta, Joaquín e Raul.

## Carriera

### Club
Centrocampista dalle buone qualità tecniche, crebbe nel settore giovanile del Real Valladolid per poi esordire in prima squadra nel 1983. Nel 1984 vinse la Copa de la Liga e nel 1987 approdò all'Atlético Madrid. Nel 1988 si trasferì al Barcellona, dove fece parte del cosiddetto Dream Team allenato da Johan Cruyff e vinse numerosi trofei.
Nel 1995 fu acquistato dal Celta Vigo e due anni dopo fece ritorno al Real Valladolid, con cui chiuse la carriera nel 2002.
Fu quasi sempre titolare nelle 19 stagioni disputate nella Primera División.

### Nazionale
Tra il 1986 e il 1992 Eusebio ha totalizzato 15 presenze per la nazionale spagnola. Debuttò il 24 settembre 1986 in un match contro la Grecia, mentre la sua ultima apparizione in Nazionale risale al 22 aprile 1992 contro l'Albania (quella fu l'ultima gara in Nazionale anche di Nando). Era tra i convocati per il campionato d'Europa 1988 in Germania, torneo in cui la sua Nazionale fu eliminata al primo turno.

### Allenatore
Tra il 1º luglio 2003 e il 30 giugno 2008 fa parte dello staff tecnico del Barcellona guidato da Frank Rijkaard. Dal 2 marzo 2009 è alla guida del Celta Vigo in Segunda División: nella stagione 2008-2009 consegue la salvezza con 2 giornate d'anticipo; l'anno seguente (2009-2010) si piazza a metà classifica. Lascia il club il 10 giugno 2010. Dal 17 giugno 2011 al 9 febbraio 2015 ha allenato il Barcellona B..
Il 10 novembre 2015 ha l'occasione di debuttare in Liga, venendo nominato allenatore della Real Sociedad al posto dell'esonerato David Moyes. Nella prima stagione alla guida dei baschi conduce la squadra al 9º posto in campionato. Migliora il piazzamento nella stagione successiva, in cui riesce a condurre la squadra al 6º, raggiungendo la qualificazione in Europa League. La stagione 2017-18 è invece meno fortunata, con l'eliminazione ai sedicesimi di finale della competizione europea e l'esonero a nove giornate dal termine del campionato.
Sacristán ha l'occasione di tornare alla guida di una squadra di massima divisione dopo pochi mesi, siglando un contratto con il Girona. L'esperienza in Catalogna non si rivela tuttavia fortunata, con la retrocessione della compagine in Segunda División. Al termine della stagione, Sacristán lascia la squadra.
Eusebio gestisce una scuola calcio a Valladolid, realizzata per ragazzini dai 6 ai 12 anni.

## Statistiche

### Giocatore

#### Cronologia presenze e reti in nazionale
| Cronologia completa delle presenze e delle reti in nazionale ― Spagna | Cronologia completa delle presenze e delle reti in nazionale ― Spagna | Cronologia completa delle presenze e delle reti in nazionale ― Spagna | Cronologia completa delle presenze e delle reti in nazionale ― Spagna | Cronologia completa delle presenze e delle reti in nazionale ― Spagna | Cronologia completa delle presenze e delle reti in nazionale ― Spagna | Cronologia completa delle presenze e delle reti in nazionale ― Spagna | Cronologia completa delle presenze e delle reti in nazionale ― Spagna |
| Data                                                                  | Città                                                                 | In casa                                                               | Risultato                                                             | Ospiti                                                                | Competizione                                                          | Reti                                                                  | Note                                                                  |
| --------------------------------------------------------------------- | --------------------------------------------------------------------- | --------------------------------------------------------------------- | --------------------------------------------------------------------- | --------------------------------------------------------------------- | --------------------------------------------------------------------- | --------------------------------------------------------------------- | --------------------------------------------------------------------- |
| 24-9-1986                                                             | Gijón                                                                 | Spagna                                                                | 3 – 1                                                                 | Grecia                                                                | Amichevole                                                            | -                                                                     | 57’                                                                   |
| 24-2-1988                                                             | Malaga                                                                | Spagna                                                                | 1 – 2                                                                 | Cecoslovacchia                                                        | Amichevole                                                            | -                                                                     |                                                                       |
| 22-1-1989                                                             | Ta' Qali                                                              | Malta                                                                 | 0 – 2                                                                 | Spagna                                                                | Qual. Mondiali 1990                                                   | -                                                                     | 66’                                                                   |
| 8-2-1989                                                              | Belfast                                                               | Irlanda del Nord                                                      | 0 – 2                                                                 | Spagna                                                                | Qual. Mondiali 1990                                                   | -                                                                     | 39’                                                                   |
| 23-3-1989                                                             | Siviglia                                                              | Spagna                                                                | 4 – 0                                                                 | Malta                                                                 | Qual. Mondiali 1990                                                   | -                                                                     | 68’                                                                   |
| 26-4-1989                                                             | Dublino                                                               | Irlanda                                                               | 1 – 0                                                                 | Spagna                                                                | Qual. Mondiali 1990                                                   | -                                                                     | 69’                                                                   |
| 20-9-1989                                                             | La Coruña                                                             | Spagna                                                                | 1 – 0                                                                 | Polonia                                                               | Amichevole                                                            | -                                                                     | 69’                                                                   |
| 15-11-1989                                                            | Siviglia                                                              | Spagna                                                                | 4 – 0                                                                 | Ungheria                                                              | Qual. Mondiali 1990                                                   | -                                                                     | 67’                                                                   |
| 27-3-1991                                                             | Santander                                                             | Spagna                                                                | 2 – 4                                                                 | Ungheria                                                              | Amichevole                                                            | -                                                                     | 46’                                                                   |
| 17-4-1991                                                             | Cáceres                                                               | Spagna                                                                | 0 – 2                                                                 | Romania                                                               | Amichevole                                                            | -                                                                     | 46’                                                                   |
| 4-9-1991                                                              | Oviedo                                                                | Spagna                                                                | 2 – 1                                                                 | Uruguay                                                               | Amichevole                                                            | -                                                                     |                                                                       |
| 25-9-1991                                                             | Reykjavík                                                             | Islanda                                                               | 2 – 0                                                                 | Spagna                                                                | Qual. Euro 1992                                                       | -                                                                     |                                                                       |
| 12-10-1991                                                            | Siviglia                                                              | Spagna                                                                | 1 – 2                                                                 | Francia                                                               | Qual. Euro 1992                                                       | -                                                                     | 46’                                                                   |
| 11-3-1992                                                             | Valladolid                                                            | Spagna                                                                | 2 – 0                                                                 | Stati Uniti                                                           | Amichevole                                                            | -                                                                     | 46’                                                                   |
| 22-4-1992                                                             | Siviglia                                                              | Spagna                                                                | 3 – 0                                                                 | Albania                                                               | Amichevole                                                            | -                                                                     | 85’                                                                   |
| Totale                                                                |                                                                       | Presenze                                                              | 15                                                                    |                                                                       | Reti                                                                  | 0                                                                     |                                                                       |

#### Allenatore
Statistiche aggiornate al 25 maggio 2019.
| Stagione             | Squadra              | Campionato           | Campionato | Campionato | Campionato | Campionato | Coppe nazionali | Coppe nazionali | Coppe nazionali | Coppe nazionali | Coppe nazionali | Coppe continentali | Coppe continentali | Coppe continentali | Coppe continentali | Coppe continentali | Altre coppe | Altre coppe | Altre coppe | Altre coppe | Altre coppe | Totale | Totale | Totale | Totale | % Vittorie |
| Stagione             | Squadra              | Comp                 | G          | V          | N          | P          | Comp            | G               | V               | N               | P               | Comp               | G                  | V                  | N                  | P                  | Comp        | G           | V           | N           | P           | G      | V      | N      | P      | %          |
| -------------------- | -------------------- | -------------------- | ---------- | ---------- | ---------- | ---------- | --------------- | --------------- | --------------- | --------------- | --------------- | ------------------ | ------------------ | ------------------ | ------------------ | ------------------ | ----------- | ----------- | ----------- | ----------- | ----------- | ------ | ------ | ------ | ------ | ---------- |
| mar.-giu. 2009       | Celta Vigo           | SD                   | 16         | 2          | 9          | 5          | CR              | 0               | 0               | 0               | 0               | -                  | -                  | -                  | -                  | -                  | -           | -           | -           | -           | -           | 16     | 2      | 9      | 5      | 12,50      |
| 2009-2010            | Celta Vigo           | SD                   | 42         | 13         | 13         | 16         | CR              | 8               | 5               | 2               | 1               | -                  | -                  | -                  | -                  | -                  | -           | -           | -           | -           | -           | 50     | 18     | 15     | 17     | 36,00      |
| Totale Celta Vigo    | Totale Celta Vigo    | Totale Celta Vigo    | 58         | 15         | 22         | 21         |                 | 8               | 5               | 2               | 1               |                    | -                  | -                  | -                  | -                  |             | -           | -           | -           | -           | 66     | 20     | 24     | 22     | 30,30      |
| 2011-2012            | Barcellona B         | SD                   | 42         | 16         | 11         | 15         | -               | -               | -               | -               | -               | -                  | -                  | -                  | -                  | -                  | -           | -           | -           | -           | -           | 38     | 15     | 15     | 8      | 39,47      |
| 2012-2013            | Barcellona B         | SD                   | 42         | 15         | 12         | 15         | -               | -               | -               | -               | -               | -                  | -                  | -                  | -                  | -                  | -           | -           | -           | -           | -           | 38     | 22     | 10     | 6      | 57,89      |
| 2013-2014            | Barcellona B         | SD                   | 42         | 20         | 6          | 16         | -               | -               | -               | -               | -               | -                  | -                  | -                  | -                  | -                  | -           | -           | -           | -           | -           | 42     | 20     | 11     | 11     | 47,62      |
| 2014-feb. 2015       | Barcellona B         | SD                   | 24         | 7          | 5          | 12         | -               | -               | -               | -               | -               | -                  | -                  | -                  | -                  | -                  | -           | -           | -           | -           | -           | 42     | 20     | 11     | 11     | 47,62      |
| Totale Barcellona B  | Totale Barcellona B  | Totale Barcellona B  | 150        | 58         | 34         | 58         |                 | -               | -               | -               | -               |                    | -                  | -                  | -                  | -                  |             | -           | -           | -           | -           | 150    | 58     | 34     | 58     | 38,67      |
| nov. 2015-2016       | Real Sociedad        | PD                   | 27         | 11         | 6          | 10         | CR              | 2               | 0               | 1               | 1               | -                  | -                  | -                  | -                  | -                  | -           | -           | -           | -           | -           | 29     | 11     | 7      | 11     | 37,93      |
| 2016-2017            | Real Sociedad        | PD                   | 38         | 20         | 6          | 12         | CR              | 6               | 2               | 2               | 2               | -                  | -                  | -                  | -                  | -                  | -           | -           | -           | -           | -           | 44     | 22     | 8      | 14     | 50,00      |
| 2017-2018            | Real Sociedad        | PD                   | 29         | 9          | 6          | 14         | CR              | 2               | 1               | 0               | 1               | UEL                | 8                  | 4                  | 1                  | 3                  | -           |             | -           | -           | -           | 39     | 14     | 7      | 18     | 35,90      |
| Totale Real Sociedad | Totale Real Sociedad | Totale Real Sociedad | 94         | 40         | 18         | 36         |                 | 10              | 3               | 3               | 4               |                    | 8                  | 4                  | 1                  | 3                  |             | -           | -           | -           | -           | 112    | 47     | 22     | 43     | 41,96      |
| 2018-2019            | Girona               | PD                   | 38         | 9          | 10         | 19         | CR              | 6               | 1               | 3               | 2               | -                  | -                  | -                  | -                  | -                  | -           | -           | -           | -           | -           | 44     | 10     | 13     | 21     | 22,73      |
| Totale carriera      | Totale carriera      | Totale carriera      | 340        | 122        | 84         | 134        |                 | 24              | 9               | 8               | 7               |                    | 8                  | 4                  | 1                  | 3                  |             | -           | -           | -           | -           | 372    | 135    | 93     | 144    | 36,29      |

## Palmarès

### Club

#### Competizioni nazionali
- Coppa della Liga: 1

Real Valladolid: 1983-1984
- Coppa di Spagna: 1

Barcellona: 1989-1990
- Campionato spagnolo: 4

Barcellona: 1990-91, 1991-92, 1992-93, 1993-94
- Supercoppa di Spagna: 3

Barcellona: 1991, 1992, 1994

#### Competizioni internazionali
- Coppa delle Coppe: 1

Barcellona: 1988-1989
- Coppa dei Campioni: 1

Barcellona: 1991-1992
- Supercoppa UEFA: 1

Barcellona: 1992

## Riconoscimenti
Nel 2002 la Giunta di Valladolid, la città nella cui squadra ha giocato per 9 anni, gli ha assegnato il titolo di "Cittadino onorario di Valladolid", in merito alla sportività e alla correttezza mostrate in campo. Il titolo era stato precedentemente assegnato soltanto a Miguel Cervantes e a Teresa de Jesús.